# هوهنوولش

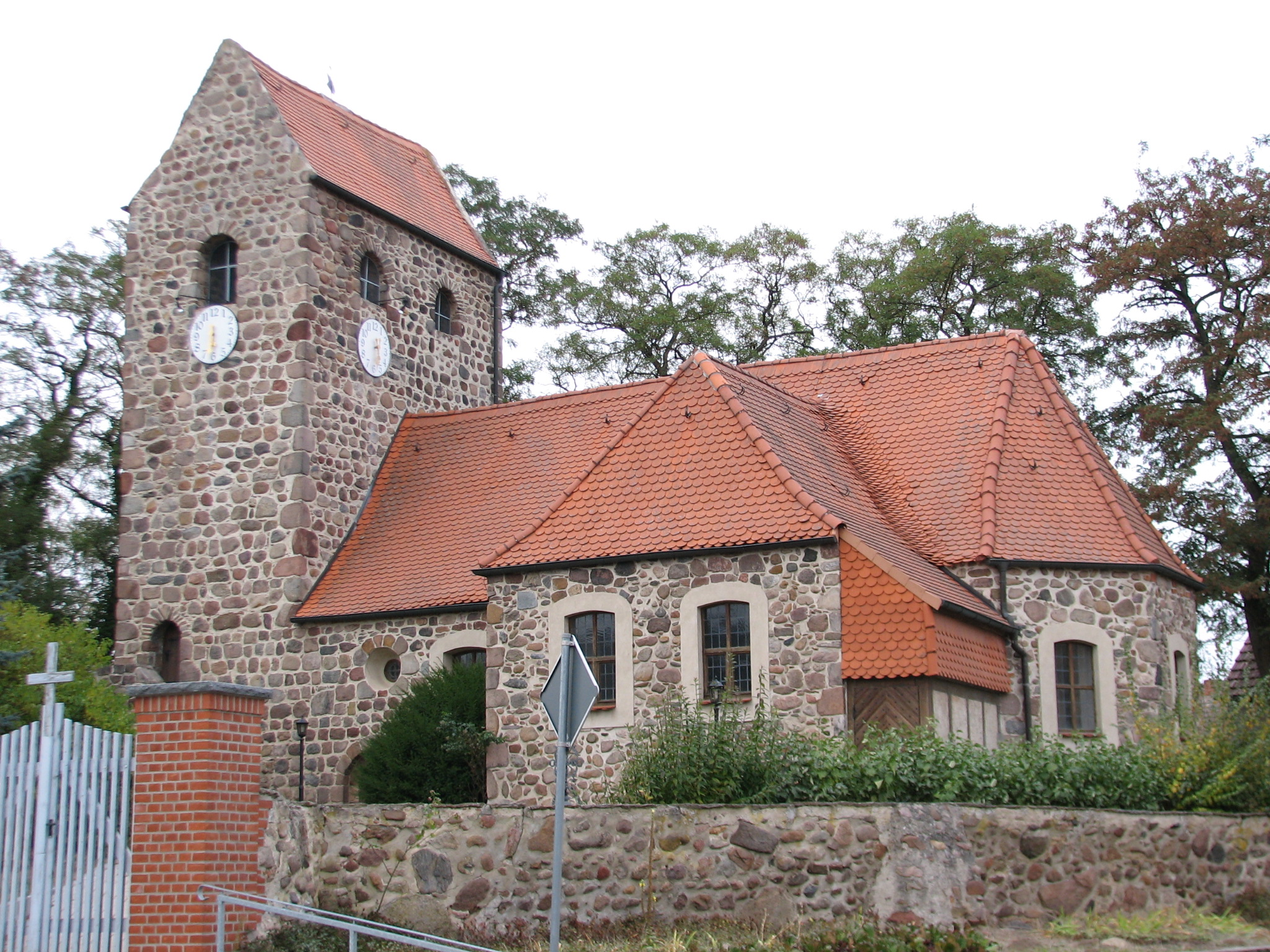
عکس خانه ای در هوهنوولش

هوهنوولش (به آلمانی: Hohenwulsch) یک منطقهٔ مسکونی در آلمان است که در بیسمارک (آلتمارک) واقع شده‌است. هوهنوولش ۴۱۶ نفر جمعیت دارد.